# Qalāt-e Bar Āftāb
Qalāt-e Bar Āftāb (persiska: قلات بر آفتاب) är en ort i Iran.   Den ligger i provinsen Kohgiluyeh och Buyer Ahmad, i den centrala delen av landet, 600 km söder om huvudstaden Teheran. Qalāt-e Bar Āftāb ligger 1 893 meter över havet och antalet invånare är 110.
Terrängen runt Qalāt-e Bar Āftāb är huvudsakligen kuperad, men norrut är den bergig. Qalāt-e Bar Āftāb ligger nere i en dal. Runt Qalāt-e Bar Āftāb är det ganska glesbefolkat, med 28 invånare per kvadratkilometer. Närmaste större samhälle är Yasuj, 15,0 km nordväst om Qalāt-e Bar Āftāb. Omgivningarna runt Qalāt-e Bar Āftāb är i huvudsak ett öppet busklandskap.